# Alma Öhrström
Alma Elida Öhrström, född 7 november 1897 i Räng, Malmöhus län, död 1987, var en svensk målare och bibliotekarie.
Hon var dotter till byggmästaren Lars Nilsson och Anna Christensson och gift första gången 1919 med polisuppsyningsmannen Gustaf Larsson och från 1944 med rektorn Axel Öhrström och mor till konstnären Marianne Cronberg. Hon tjänstgjorde som bibliotekarie 1938–1953 och kunde under den tiden inte utöva sitt konstnärskap fullt ut. Hon började måla 1954 och deltog periodvis i olika målarkurser under vinterhalvåren 1954–1962 bland annat för Torsten Hult i Höganäs, men hon räknade sig själv som autodidakt. Öhrströms konst präglas av stor berättarglädje, framför allt från barndomens Skåne. Hon är representerad på Nordiska museet och Karolinska institutet i Stockholm.

## Utställningar
Separat ställde hon ut på Lilla Paviljongen i Stockholm 1963 och i bland annat Höganäs. Hon medverade i Skånes konstförenings höstsalonger i Lund och Malmö, Helsingborgs konstförenings vårutställningar 1964–1967 samt några gånger i Liljevalchs konsthalls Stockholmssalonger, hon var representerad i en utställning tillsammans med sin dotter på Sjöbo konstförening 2009.
Till minne av hennes 125-årsdag hölls det en retrospektiv minnesutställning den 5–6 november 2022 i Mölle Stationshus, utställningen bestod av 88 tavlor, 5 dockor och 4 tallrikar. I utställningen fanns hennes första tavla som gjordes 1942 som gjordes mot en dörr och den sista som gjordes 1986.